# Шероховатость бумаги по методу Бекка
Шероховатость бумаги по Бекку — это характеристика бумаги и картона, определяемая временем прохождения воздуха в специальном приборе между поверхностью бумаги и измерительной головкой. Название происходит от фамилии французского инженера Джулиаса Бекка (англ. Julius Bekk), разработавшего этот метод.

## Суть метода
Сущность метода заключается в измерении времени прохождения определенного объема воздуха в вакуумной камере между поверхностью испытуемого образца бумаги или картона и поверхностью стеклянной полированной пластинки при определенных условиях. Шероховатость измеряется в секундах средним арифметическим значением результатов десяти измерений. Результат определения округляют до 1 с.
К примеру, белая офисная бумага обычно имеет шероховатость от 100 до 300 с.

## История появления и дальнейшее развитие
Данный метод появился благодаря французскому инженеру Юлию Бекку, который в 1927 году изобрел прибор, позволяющий измерить время прохождения столба воздуха в вакуумной камере под давлением через стеклянное кольцо, прижатое к измеряемому образцу бумажного листа.
В 1940 г. К.Бендтсен усовершенствовал прибор для измерения шероховатости, увеличив степень прилегания измерительного кольца к измеряемому образцу бумаги и предложил измерять не время прохождения, а объём воздуха, пройденного в течение одной минуты в вакуумной камере.
В дальнейшем В.И. Уилт и Н.Е. Эммонс разработали тестер Шеффилда, в котором давление воздуха и степень прилегания измерительного кольца выше, чем при измерении по методу Бендтсена, результаты измерений выражаются в см3 или единицах Шеффилда.
В 1965 г. Паркер мл. создал прибор PPS Tester, увеличив давление воздуха до 490-1960 кПа, что близко к давлению, создаваемому при реальной печати. В этом приборы были сведены к минимуму недостатки предыдущих приборов, а также он был откалиброван в абсолютных единицах - мкм. 
Шероховатость бумаги является важной характеристикой бумаги и картона, поэтому её значения, полученные с помощью метода Бекка широко используется по настоящее время и включены в государственные стандарты (ГОСТ).